# Jesse Malin

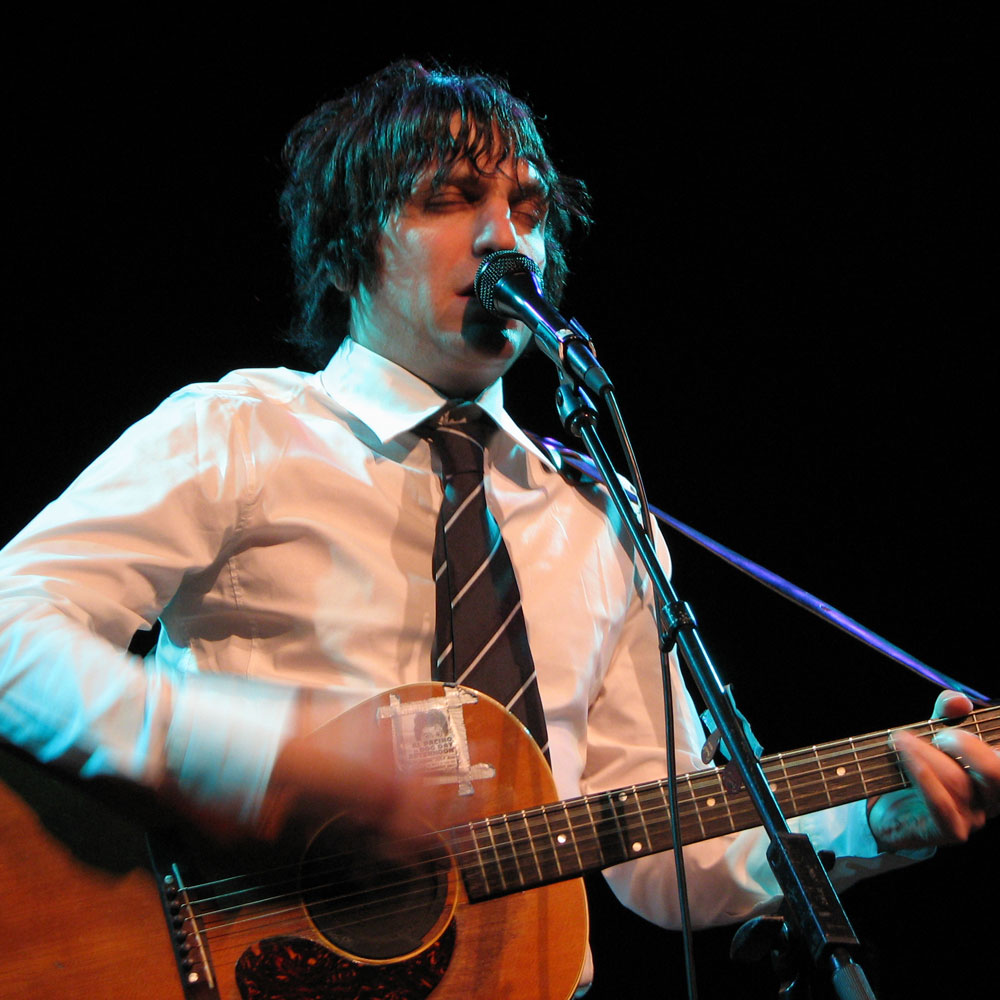
Jesse Malin 2005 in Vancouver

Jesse Malin (* 26. Januar 1968 in New York) ist ein US-amerikanischer Rockmusiker. Er ist derzeit als Solokünstler aktiv.

## Musikalische Anfänge
Malin wurde im New Yorker Stadtteil Flushing geboren. Er begann seine musikalische Karriere im Alter von 12 Jahren als Sänger und Gitarrist der New-York-Hardcore-Band Heart Attack. Nachdem sich die Band aufgelöst hatte, arbeitete Jesse an mehreren anderen Projekten, bevor er die Glam-Punk-Band D Generation gründete, bei der er bis zu ihrer Auflösung 1999 sang.
Malin schrieb weiterhin Musik und gründete die Bands PCP Highway (mit den Ex-D-Generation-Mitgliedern Howie Pyro und Joe Rizzo) und Bellvue (die kurzzeitig Tsing-Tsing hieß), die auch das Album To Be Somebody bei Goldenseal Records veröffentlichte. Das Album enthält die Songs Solitaire, Basement Home, Brooklyn und Downliner, die sich später auch auf Malins ersten beiden Soloalben wiederfinden sollten.

## Solokarriere
1999 spielte Malin eine kleine Rolle in Martin Scorseses Bringing Out the Dead und war für die Musik für die Dokumentation Burning Down the House zuständig. Des Weiteren war er von 2011 bis 2014 als Co-Moderator von John Varvatos bei New York Nights auf Sirius XM's Spectrum tätig.
Als Fan von Neil Young, Tom Waits und Steve Earle arbeitete er für die nächsten zwei Jahre an einem neuen Sound. Der frühere Whiskeytown-Frontmann Ryan Adams, mit dem Malin schon seit D-Generation-Zeiten befreundet ist, war von Malins neuem Material so beeindruckt, dass er ihm anbot, Malins Debütalbum zu produzieren, obwohl er vorher noch nie als Produzent tätig war. Die beiden begannen die Aufnahmen im Januar 2001 in den Loho Studios in New York und nahmen das ganze Album in sechs Tagen auf. Das Album The Fine Art of Self-Destruction wurde im Oktober 2002 bei Artemis Records in Großbritannien veröffentlicht. Die Single Queen of the Underworld wurde ein kleiner Hit und die britische Presse bezeichnete Malins Debüt als eins der besten des Jahres.
Im Januar 2003 erschien das Album schließlich auch in den USA, worauf Touren durch die USA und Großbritannien folgten. Außerdem steuerte er eine Coverversion von Hungry Heart zum Sampler Light of Day: A Tribute to Bruce Springsteen sowie eine Coverversion von Death or Glory zum Sampler White Riot Vol. 2: A Tribute to The Clash bei und wurde für den Shortlist Music Prize nominiert. Im November 2003 befand er sich wieder im Studio, um Stücke für seine zweite CD The Heat aufzunehmen, die im Juni 2004 veröffentlicht wurde und der einige Auftritte auf beiden Seiten des Atlantiks folgten.
Malin schloss sich außerdem mit Ryan Adams und Johnny T zusammen, um die Band The Finger zu gründen (unter dem Pseudonym „Irving Plaza“), die zwei EPs veröffentlichte, die später auf dem Album We Are Fuck You zusammengefasst wurden.
Malins nächstes Album Glitter in the Gutter, das unter anderem eine Coverversion von Bastards of Young von den Replacements sowie das Bruce-Sprigsteen-Duett Broken Radio (zu dem auch ein Musikvideo veröffentlicht wurde) enthält, wurde am 20. März 2007 veröffentlicht. Im November 2007 veröffentlichte er das Live-Album Love It to Life, das er in den Gigantic Recording Studios in New York aufgenommen hatte. Das Album enthält Songs von seinen früheren Alben und wurde nur in Großbritannien verkauft. Unter demselben Album-Titel veröffentlichte er 2010 ein weiteres Album mit neuen Liedern.
Am 7. April 2008 veröffentlichte er mit On Your Sleeve ein reines Coveralbum, das unter anderem Songs von den Ramones, Sam Cooke, Neil Young und The Hold Steady sowie eine Studio-Version von Fred Neils Everybody's Talkin, einem Live-Favoriten, enthält. Die US-Version des Albums enthält hierbei zum Teil andere Stücke als die in Großbritannien veröffentlichte Version.
2010 nahm er mit der Band Jesse Malin and The St. Mark’s Social das Album Love It to Life (der Titel entstammt einem Joe-Strummer-Zitat) auf, das in eine etwas rockigere Richtung geht. Als Singles wurden daraus Burning the Bowery und All the Way from Moscow ausgekoppelt. Malin war zudem einer der Juroren bei den „9th annual Independent Music Awards“.
Im Dezember 2010 gründete Malin mit Mitgliedern von Green Day die Band Rodeo Queens, die den Song Depression Times und ein dazugehörendes Video veröffentlichte. 2011 gab es eine D-Generation-Reunion, nach der die Band bis heute wieder live spielt. 2015 veröffentlichte Malin die Alben New York before the War und Outsiders.
Im Mai 2023 erlitt Malin einen Rückenmarksinfarkt, der ihm gelähmt zurückließ.

## Diskografie

### Solo
- 2000: 169 (EP)
- 2002: The Fine Art of Self Destruction
- 2003: The Wendy EP (EP)
- 2004: The Heat
- 2007: Glitter in the Gutter
- 2007: Love It To Life („Official Bootleg“ Live-Album)
- 2008: On Your Sleeve
- 2008: Mercury Retrograde
- 2010: Love It to Life
- 2015: New York Before The War (One Little Indian Records)[10]
- 2015: Outsiders

### Mit Heart Attack
- 2002: Toxic Lullabies: 1980-1984

### Mit D Generation
- 1994: D Generation
- 1996: No Lunch
- 1999: Through The Darkness

### Mit Bellvue
- 2001: To Be Somebody

### Mit The Finger
- 2004: We Are Fuck You